# MTV Video Music Awards 2007
Les MTV Video Music Awards 2007 ont eu lieu le 9 septembre 2007 au Palms de Las Vegas.

## Nominations
Les gagnants sont écrits en gras.

### Vidéo de l'année
Rihanna (avec  Jay-Z) : Umbrella
- Beyoncé : Irreplaceable
- Justice : D.A.N.C.E.
- Justin Timberlake : What Goes Around... Comes Around
- Kanye West : Stronger
- Amy Winehouse : Rehab

### Meilleur artiste masculin de l'année
Justin Timberlake
- / Akon
- / Robin Thicke
- T.I.
- Kanye West

### Meilleure artiste féminine de l'année
Fergie
- Beyoncé
- / Nelly Furtado
- Rihanna
- Amy Winehouse

### Meilleur nouvel artiste
Gym Class Heroes
- Lily Allen
- Peter Bjorn and John
- Carrie Underwood
- Amy Winehouse

### Meilleure réalisation dans une vidéo
Justin Timberlake : What Goes Around... Comes Around (Réalisateur : Samuel Bayer)
- Christina Aguilera : Candyman (Réalisateurs : Matthew Rolston et Christina Aguilera)
- Beyoncé et  Shakira : Beautiful Liar (Réalisateur : Jake Nava)
- Linkin Park : What I've Done (Réalisateur : Joe Hahn)
- Rihanna (avec  Jay-Z) : Umbrella (Réalisateur : Chris Applebaum)
- Kanye West : Stronger (Réalisateur : Hype Williams)

### Meilleure chorégraphie dans une vidéo
Justin Timberlake (avec  T.I.) : Let Me Talk to You/My Love (chorégraphe: Marty Kudelka)
- Beyoncé et  Shakira : Beautiful Liar (chorégraphe: Frank Gatson)
- Chris Brown : Wall to Wall (chorégraphes: Rich & Tone et Flii Stylz)
- Ciara : Like a Boy (chorégraphe: Jamaica Craft)
- Eve (avec  Swizz Beatz) : Tambourine (chorégraphe: Tanisha Scott et Jamaica Craft)

### Meilleur montage dans une vidéo
Gnarls Barkley : Smiley Faces (Monteur: Ken Mowe)
- Beyoncé et  Shakira : Beautiful Liar (Monteur: Jarrett Fijal)
- Linkin Park : What I've Done (Monteur: Igor Kovalik)
- Justin Timberlake : What Goes Around... Comes Around (Monteur: Holle Singer)
- Kanye West : Stronger (Monteurs: Peter Johnson et Corey Weisz)

### Meilleur groupe
Fall Out Boy
- Gym Class Heroes
- Linkin Park
- Maroon 5
- The White Stripes

### Quadruple menace de l'année
Justin Timberlake
- Beyoncé
- Bono
- Jay-Z
- Kanye West

### Collaboration la plus bouleversante
Beyoncé et  Shakira : Beautiful Liar
- / Akon (avec  Eminem) : Smack That
- Gwen Stefani (avec / Akon) : The Sweet Escape
- Justin Timberlake (avec  Timbaland) : SexyBack
- U2 et  Green Day : The Saints Are Coming

### Single Monster de l'année
Rihanna (avec  Jay-Z) : Umbrella
- Daughtry : Home
- Fall Out Boy : Thnks fr th Mmrs
- Avril Lavigne : Girlfriend
- Lil Mama : Lip Gloss (No Music)
- Mims : This Is Why I'm Hot
- Plain White T's : Hey There Delilah
- Shop Boyz : Party Like a Rockstar
- T-Pain (avec  Yung Joc) : Buy U a Drank (Shawty Snappin')
- Timbaland (avec  Keri Hilson,  D.O.E. et  Sebastian) : The Way I Are